# Bovril
 (janvier 2024).
Si vous disposez d'ouvrages ou d'articles de référence ou si vous connaissez des sites web de qualité traitant du thème abordé ici, merci de compléter l'article en donnant les références utiles à sa vérifiabilité et en les liant à la section « Notes et références ».

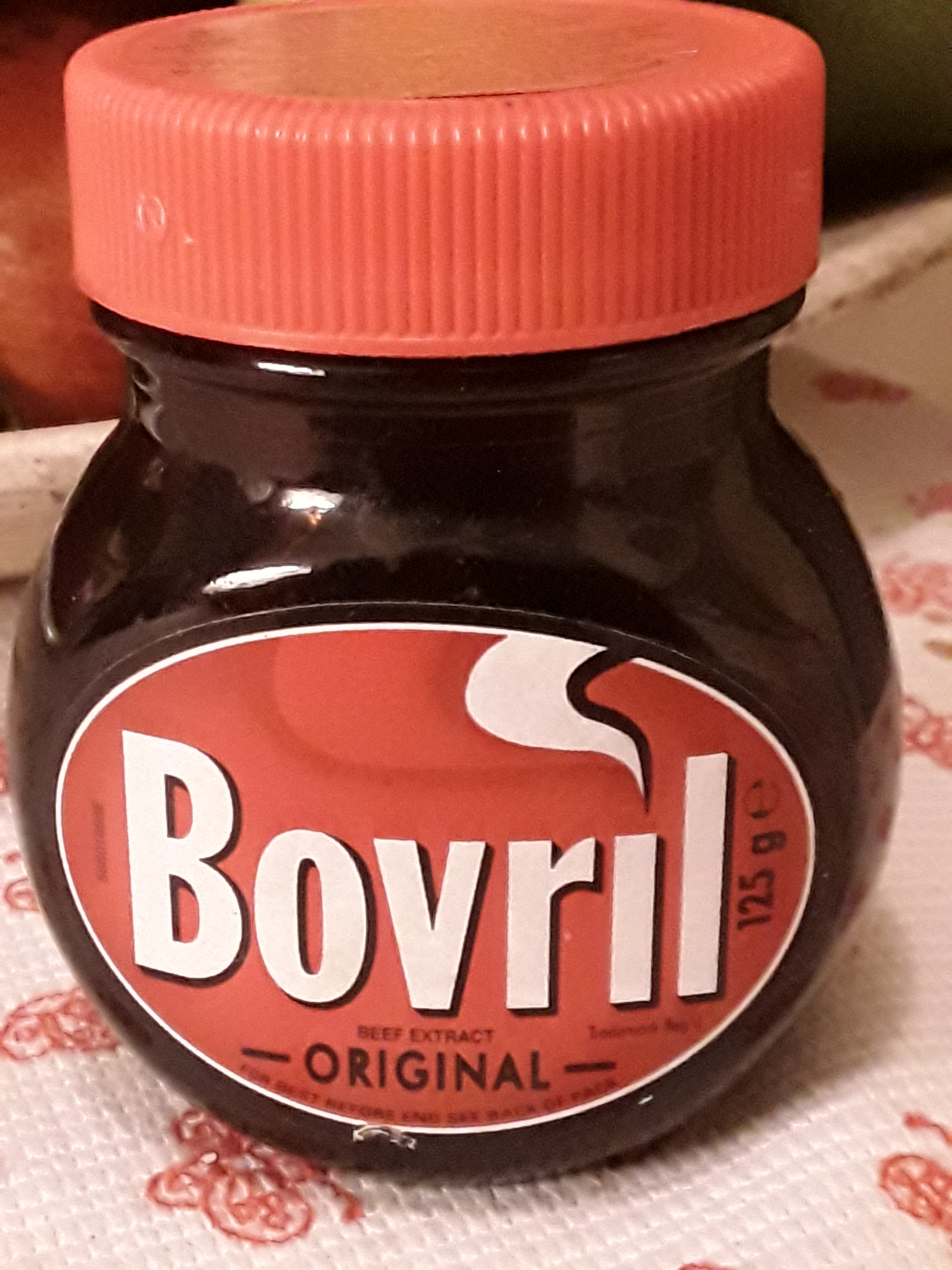
Bocal de Bovril de 125 g, datant du début des années 2000.

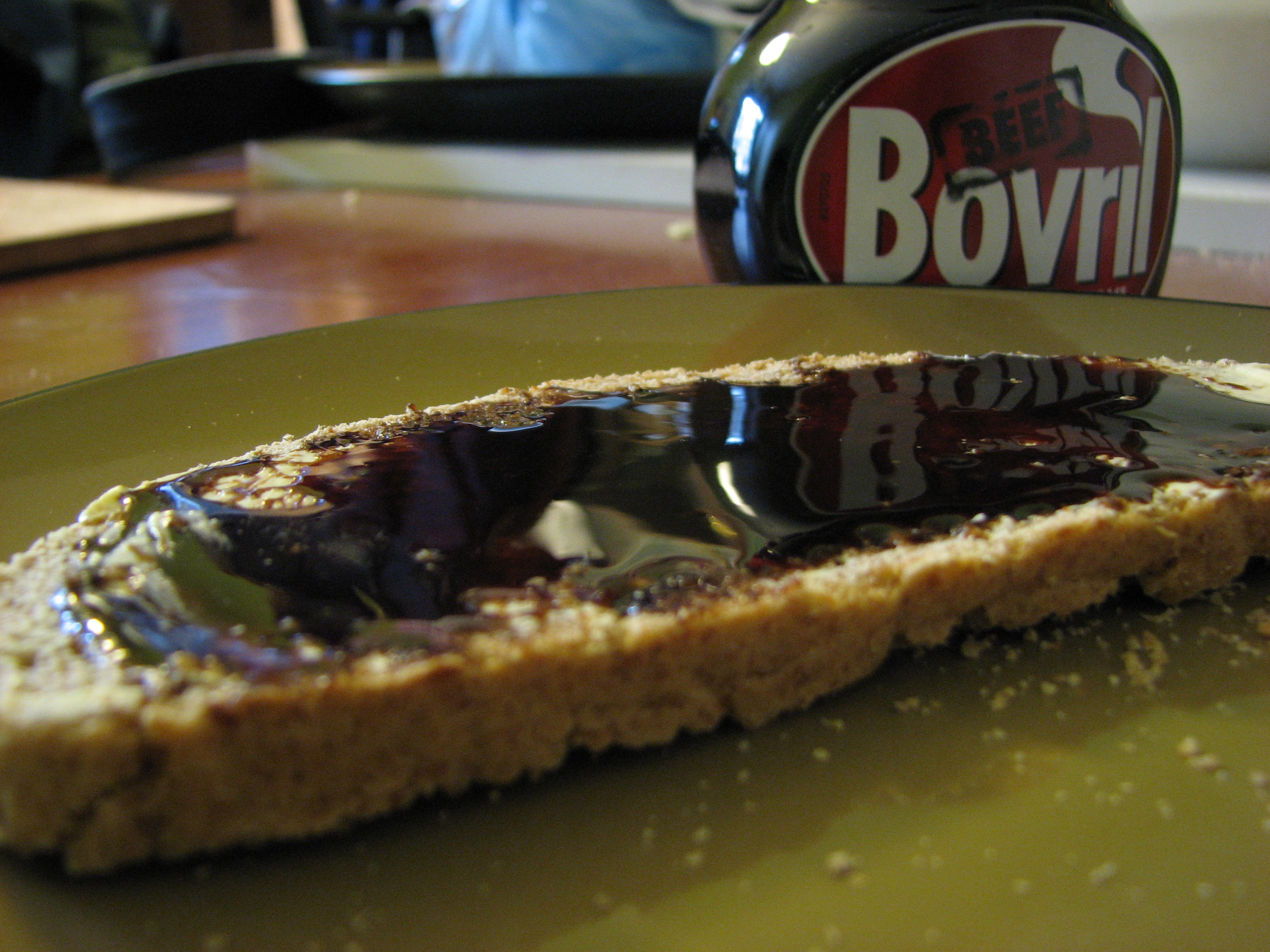
Bovril sur du pain et un flacon de Bovril.

Bovril est la marque déposée d'un extrait de bœuf épais et salé vendu dans un bocal original, mis au point en 1877 par le Britannique John Lawson Johnston (en). C'est à Sherbrooke qu'est fabriqué pour la première fois en 1877, le célèbre Bovril. Son fabricant, John Lawson Johnston lance sa première formule sous le nom de Bœuf liquide Johnston pour prendre ensuite le nom de Bovril

## Description et origine
Dilué dans de l'eau chaude, il peut se consommer comme boisson, ou donner du goût aux soupes, aux ragoûts et au gruau, ou en tartine sur du pain.
Le nom, comme plusieurs marques commerciales de la fin du XIXe et du début du XXe siècle, vient (partiellement) du latin, bos qui signifie « bœuf. » Le suffixe vril vient du roman de Bulwer-Lytton, publié en 1871 à Londres, The Coming Race (La Race future, Paris, Dentu, 1888) qui connut un vif succès en son temps, et dans lequel une race humanoïde souterraine exerce un contrôle mental sur un fluide énergétique appelé « Vril » et en tire des pouvoirs importants.
En novembre 2004, le manufacturier, Unilever, a annoncé que le Bovril, à base de bœuf, serait fait à base d'extrait de levure de bière, dans l'espoir de dissiper les craintes d'encéphalopathie spongiforme bovine (ESB), et de rendre le produit convenable pour les végétariens. Selon Unilever, « dans les tests à l'aveugle, 10 % n'ont pas remarqué de différence au goût, 40 % ont préféré le produit original et 50 % ont préféré le nouveau produit. »
En 2006, le bœuf a été réintroduit comme ingrédient, après la levée de l'interdiction de l'importation du bœuf britannique par l'Union européenne, mais la levure de bière représente encore 24 % des ingrédients.

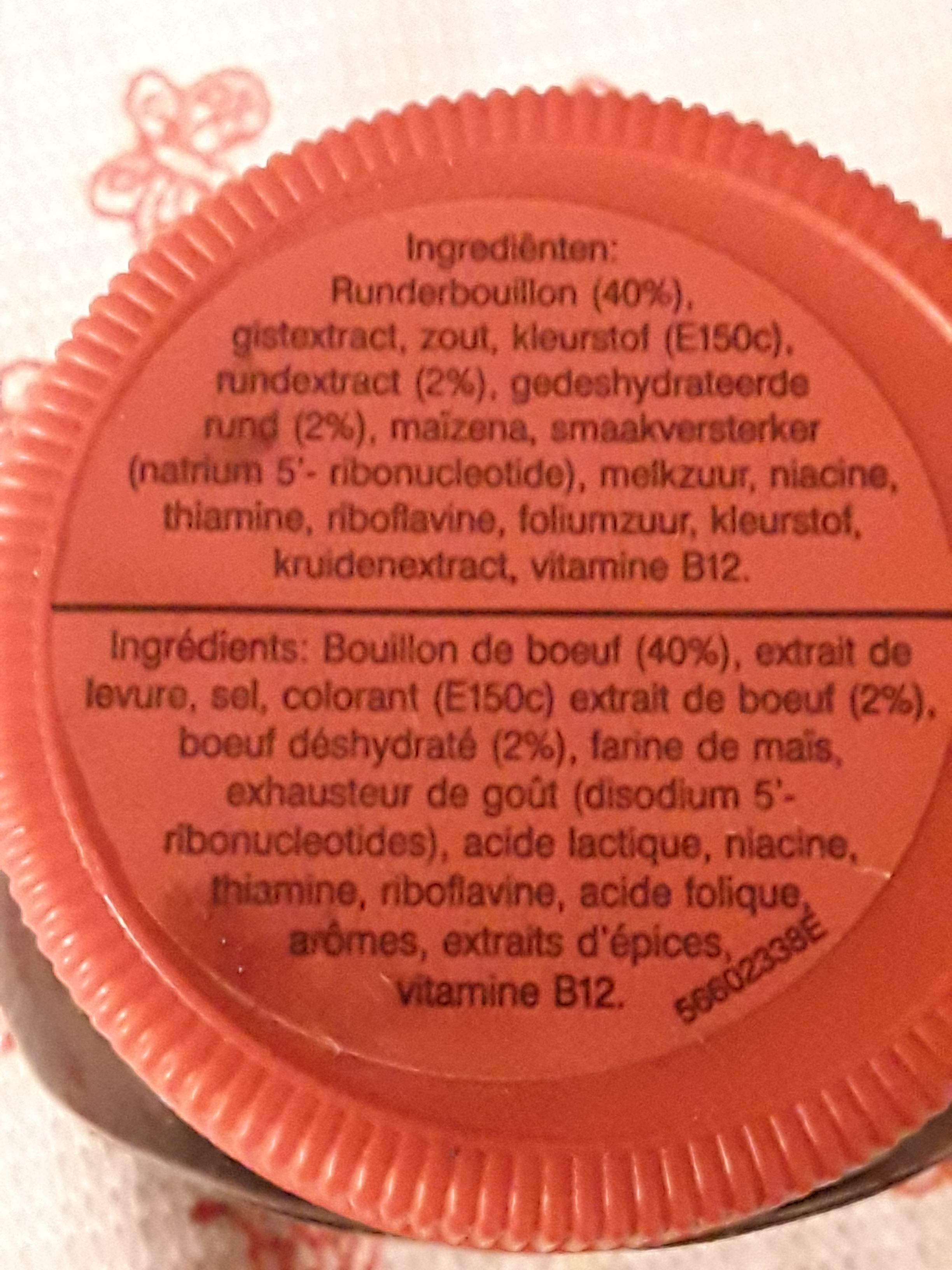
Bouchon d'un flacon de Bovril.

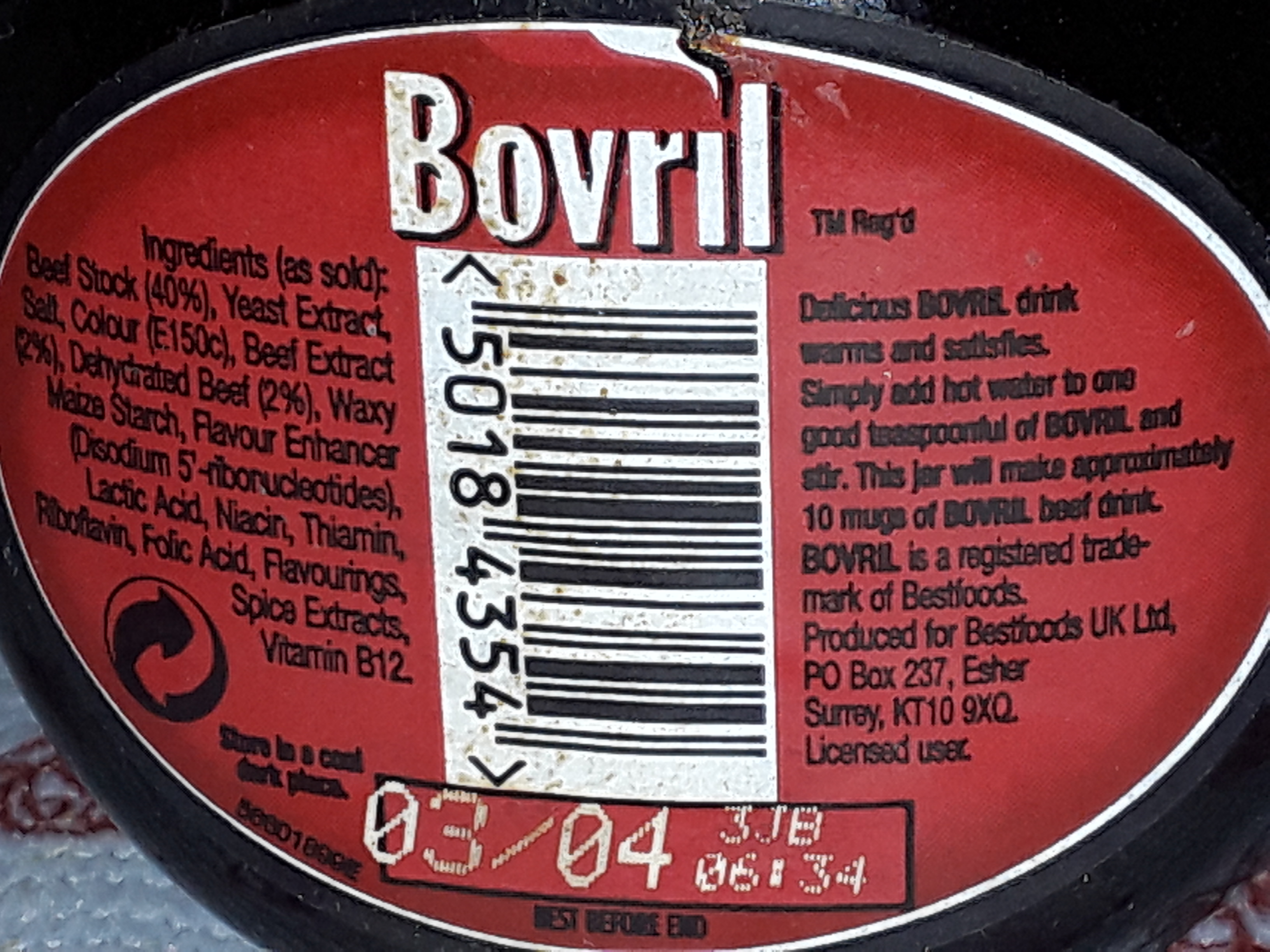
Étiquette au dos d'un flacon de Bovril.

On le sert au Groucho Club (en), et on l'associe à la culture du football.[pas clair]

## Voir également
- Extrait de viande
- Marmite
- Oxo
- Vegemite (un extrait de levure d'Australie)
- Viandox (produit similaire)